# Ignasi Llorente i Briones
Ignasi Llorente i Briones (Barcelona, 16 de novembre de 1973) és un empresari, comunicador, divulgador científic i polític català. Va estudiar medicina a la Universitat Rovira i Virgili. Tot i això, ha dedicat la major part de la seva trajectòria professional a la comunicació i a les TIC.

## Trajectòria professional
Actualment, és soci de la consultora Utopiq, especialitzada en comunicació del canvi de paradigma, és a dir el triple canvi social, climàtic i tecnològic. Des de juliol de 2024 també és soci de l'agència Karmina especialitzada en social media màrqueting.
També col·labora amb diverses entitats, universitats i organitzacions amb conferències i publicacions al voltant del paper que el mètode científic ha de jugar en la nostra societat més enllà del camp estrictament científic. Exemples d'això en són el llibre A la recerca del benestar (Angle, 2012), on exposa la seva recepta per tal que el mètode científic entri en els cercles de presa de decisions polítiques, i el conte infantil Mai no oblidaré el teu nom (Cossetània, 2018), on explica al públic més jove un dels moments més importants de la revolució neolítica. També l'any 2018 va publicar La història de la ciència com mai te l'han explicat (Angle, 2018, tercera edició), on repassa els moments més importants en la història del pensament científic des de l'escola de Tales fins a les principals teories del segle xx.
La seva darrera publicació ha sigut la novel·la Els robots prefereixen el jazz (Capital Books, 2021) on tracta sobre els canvis que la intel·ligència artificial pot comportar en el terreny mèdic, social i filosòfic.
Durant els darrers anys se l'ha considerat un dels referents pel que fa al pensament crític i l'anàlisi de com les noves tecnologies han incidit en el terreny de la comunicació científica. Cal destacar les seves aportacions en l'estudi de fenòmens com la postveritat i les fake news.

## Trajectòria política
Va ser militant d'Esquerra Republicana de Catalunya, fins a l'any 2018, partit pel qual fou elegit regidor pel districte de l'Eixample de Barcelona a les eleccions municipals espanyoles de 2003. i 2007. També fou conseller nacional d'ERC entre 2004 i 2011 i portaveu nacional d'ERC del 2008 al 2011.
L'any 2019 fou elegit alcalde de Torrelles de Llobregat com a cap de llista de l'agrupació independent Compromís i Acord per Torrelles Arxivat 2021-01-28 a Wayback Machine.

## Obres
- La cuina d'Esquerra (2010), Llibres de l'Índex.
- A la recerca del benestar (2012), Angle Editorial.
- Som Laics? (2013), Diversos Autors, Edicions Els Llums.

- Els dies feliços (2014), Diversos Autors, Edicions Els Llums.

- La història de la ciència com mai te l'han explicat (2018), Angle Editorial.

- Mai no oblidaré el teu nom (2018), Cossetània Edicions.
- Els robots prefereixen el jazz (2021), Capital Books.